# Pem
Pour les articles homonymes, voir PEM.
Pem est une commune située dans le département d'Arbinda, dans la province du Soum, région du Sahel, au Burkina Faso.